# Fechtbuch

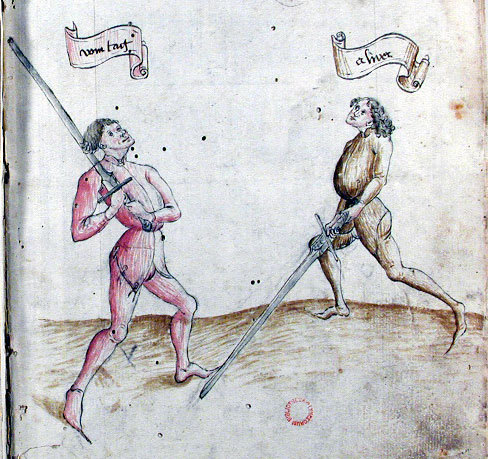
fol. 2r aus dem Cod. 44 A 8, zwei Fechter in den Huten „vom Tag“ und „Alber“

Fechtbücher sind mittelalterliche Manuskripte und Buchdrucke über das Schwertfechten und den Kampf mit Nahkampfwaffen. In Europa sind sie seit dem späten Mittelalter verbreitet, während der Renaissance wurden sie in hohen Auflagen gedruckt.

## Entwicklung

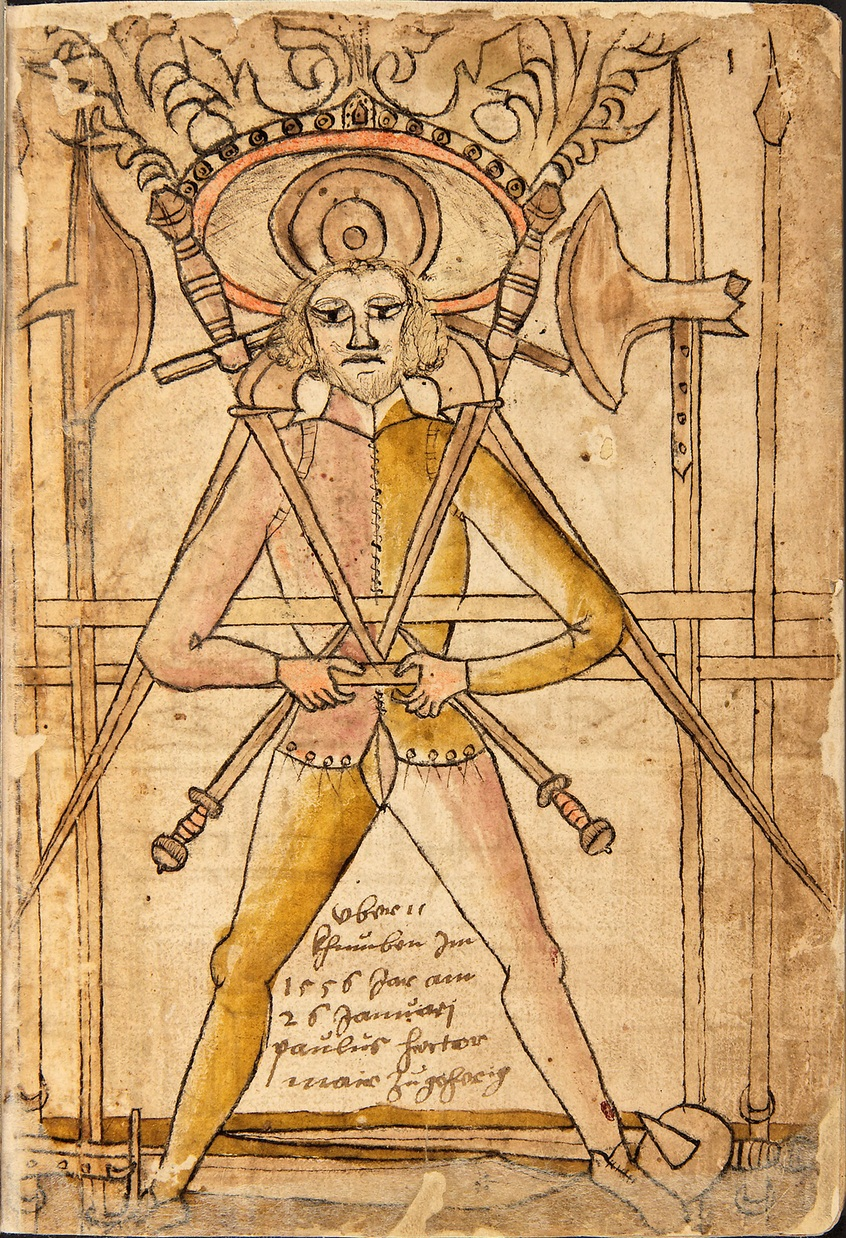
Bild eines Fechters, aus dem Codex Wallerstein. Man sieht die gängigen Waffen in Fechtbüchern: Scheibendolch, Langes Schwert, Mordaxt, Lanze (Speer), Buckler, (langes) Messer und Einhandschwert am Boden.

Das älteste bekannte Fechtbuch ist das im Tower-Museum in London aufbewahrte deutsche Manuskript I.33 (ehemals LB Gotha, Ms. membr. I, 115), welches wahrscheinlich um 1300 von einem Mönch auf Lateinisch verfasst wurde, mit eingestreuten deutschen Fachbegriffen.
Für die deutschsprachige Fechtliteratur ist Johannes Liechtenauers „Kunst des langen Schwertes“ grundlegend, die zahlreiche Nachfolgewerke initiierte. Sigmund Ringeck, Peter von Danzig, Jud Lew, Hans von Speyer und Johannes Lecküchner gaben die Lehre ausschließlich in literarischer Form weiter, im Spätmittelalter geschah dies hingegen ausschließlich ikonographisch durch Hans Talhoffer und Paulus Kal. Zur spätmittelalterlichen deutschsprachigen Fechtliteratur zählen weiters die Werke Peter Falkners, Jörg Wilhalms und Paulus Hector Mairs. Die 1467 entstandene oberdeutsche Handschrift Gladiatoria war inhaltlich umfangreich, bestand aus 59 Pergamentblättern und 116 kolorierten Federzeichnungen, ging jedoch im Zweiten Weltkrieg verloren.
Aus dem 16. Jahrhundert ist das Kölner Fechtbuch überliefert.
Ein grundlegendes Werk der italienischen Fechtschule ist Fiore dei Liberis 1410 geschriebenes „Flos duellatorum“.
In der Renaissance erschienen fernerhin „Opera Nova“ (1536) von Achille Marozzo, „Trattato die Scienza d'Arme con vn dialogo di filosofia“ (1553) von Camillo Agrippa und „Ragione di adoprar sicuramente l'Arme si da offesa, come da difesa“ (1570) von Giacomo di Grassi.
Die italienische Fechtschule beeinflusste grundlegend die spanische, die im Werk „Filosofia de las armas“ (1569) von Jeronimo Sanches da Carranza ihren Ausdruck fand. Die spanische Fechtschule erwies sich wiederum als grundlegend für die französische und englische Fechtliteratur.
Vor der Mitte des 17. Jahrhunderts fand die mittelalterliche Tradition des Langschwertfechtens ein Ende.

## Inhalt
Fechtbücher beschreiben den Kampf mit Blankwaffen, mit und ohne Schild und Harnisch, sowie auch das Ringen. Dabei werden dem Leser neben grundlegenden Prinzipien und Taktiken insbesondere Stellungen, Garden, Hiebe und komplexe Technikfolgen vermittelt.
Manche frühe Fechtbücher waren zum Teil eher als Gedächtnisstützen und nicht als didaktische Werke gedacht. Außerdem sind Bilder der Stellungen und Techniken in diesen frühen Büchern oft sehr rudimentär dargestellt, so dass manche Darstellungen nur sehr vage interpretiert werden können. Ein Verständnis ist hier nur unter Zuhilfenahme des beistehenden Textes möglich.

## Moderne Darstellungen
Im Zuge einer Wiederbelebung der mittelalterlichen Fechttradition kommen zunehmend neue Fechtbücher auf den Markt, die sich an historische Vorbilder anlehnen und diese reproduzieren. Moderne Fechtbücher sind zum Teil aber auch auf die Bedürfnisse von Reenactment und Schaukampf zugeschnitten.
- Christian Henry Tobler: Modernes Training mit dem langen Schwert nach Liechtenauer. Aus d. Engl. übers. von Jan H. Sachers. G&S-Verlag, Zirndorf 2007, ISBN 978-3-925698-05-7.
- Konrad Kessler: Kampf mit dem langen Schwert: vom mittelalterlichen Gefecht zum modernen Sport. Weinmann, Berlin 2007, ISBN 978-3-87892-091-5.
- Herbert Schmidt: Schwertkampf: der Kampf mit dem langen Schwert nach der Deutschen Schule. (Fotos: Stefan Grdic.) Wieland Verlag, Bad Aibling 2007, ISBN 978-3-938711-19-4.